# Perezella
Perezella is een uitgestorven geslacht van tweekleppigen uit de  familie van de Iotrigoniidae. 

## Soorten
- † Perezella fuenzalidai (Reyes & Pérez, 1984)
- † Perezella lissocostata (Reyes & Pérez, 1984)